# Confessions Part II
Confessions Part II è una canzone del cantante statunitense Usher, co-prodotta da Jermaine Dupri e Bryan-Michael Cox per il quarto album di Usher Confessions del 2004.

## Il brano
Scritto da Usher, Dupri e Cox, il brano è la confessione di un uomo alla propria donna, relativamente ad una amante incinta, ed è la continuazione del brano "Confessions Part I" relativo all'infedeltà.
Confessions Part II è stato pubblicato come terzo singolo dell'album, in seguito al successo di Burn. Il singolo ha raggiunto la vetta della Billboard Hot 100 per due settimane, diventando il terzo singolo consecutivo dell'album al primo posto. Nel resto del mondo, ha avuto minor successo rispetto ai lavori precedenti.

## Il video
Il video di Confessions Part II è stato co-diretto da Usher e Chris Robinson, che in seguito lavorerà anche per My Boo. Nel video, Usher riceve una telefonata in cui gli viene detto che la propria amante è incinta. Le sequenze successive mostrano il cantante alle prese con i propri ricordi relativi alla propria compagnia e alla propria amante. Alla fine del video il cantante confessa alla compagna dell'accaduto, ricevendo uno schiaffo dalla donna, che poi va via lasciando Usher da solo.

## Tracce
UK CD 1
1. Confessions Part II
2. My Boo (Duetto con Alicia Keys)

UK CD 2
1. Confessions Part II
2. My Boo
3. Confessions Part II (Remix featuring Shyne, Kanye West & Twista)
4. Confessions Part II (Video)
5. My Boo (Video)

## Classifiche
| Classifica                           | Posizione più alta |
| ------------------------------------ | ------------------ |
| Francia                              | 43                 |
| Australia                            | 7                  |
| Regno Unito                          | 5                  |
| U.S. Billboard Hot 100               | 1                  |
| U.S. Billboard Hot R&B/Hip-Hop Songs | 1                  |